# Malfunkshun
Malfunkshun fue una de las primeras bandas de grunge de la historia, formada por los hermanos Wood (Andrew y Kevin) considerados como unos de los padrinos del grunge junto con The Melvins y Green River.

## Historia
Andrew Wood y Kevin Wood formaron Malfunkshun junto a Dave Hunt y Dave Rees, inicialmente como un cuarteto. Dave Hunt (batería) y Dave Rees (bajista) sólo tocaron en un concierto con la banda y luego se fueron. Después de eso, Andrew se ocupó del bajo y contrató a Regan Hagar para ocupar el puesto de la batería. Durante las actuaciones de la banda, cada uno de los miembros eligió un apodo: Andrew era L'Andrew the Love Child, Kevin era Kevinstein y Regan eligió el nombre de Thundarr. Esto se debía a la influencia de Kiss, ya que la banda se orientaba hacia posiciones cercanas a ese tipo de música, llegando a maquillarse para los conciertos. Durante este tiempo, Andrew empezó a acercarse seriamente a la heroína, teniendo que parar la actividad de la banda para ingresar en una clínica de rehabilitación.
Después de la salida de Andrew de la clínica, el grupo contribuye con dos canciones al recopilatorio Deep Six. A pesar de poseer un estilo muy grunge, la discográfica Sub Pop nunca estuvo interesada en ellos.
En 1988, la banda se disuelve pero sin emitir ningún tipo de comunicado formal que lo acreditase.

## Proyectos Post-Malfunkshun
Andrew Wood y Regan Hagar comienzan a trabajar con Stone Gossard y Jeff Ament, por aquel entonces miembros de Green River. Una vez separada esta formación, Gossard y Ament forman el proyecto con Wood y Hagar llamado Mother Love Bone. El grupo solo grabó un EP y un LP, Apple, en 1990, ya que en abril del mismo año, Wood falleció al sufrir una sobredosis mortal de heroína, con esto hace disolver el grupo.
Después de la disolución de Malfunkshun, Kevin Wood forma The Fire Ants con Chad Channing, exbatería de Nirvana, y su hermano Brian Wood. Poco después, Kevin y Brian se unirían a Ben Shepherd para formar Devilhead.
En 1995, Stone Gossard y Regan Hagar recopilan las demos y canciones en directo de Malfunkshun editando un CD llamado Return To Olympus.

## Reunión y Actualidad
En 2006, los miembros supervivientes de Malfunkshun, Kevin Wood y Regan Hagar se reúnen con el cantante Shawn Smith y el bajista Cory Davis para grabar algunas canciones con letras que el fallecido Andrew Wood había compuesto antes de morir. Después de muchos cambios de nombres debido a algunas complicaciones legales, ya que quería nombrarse Malfunkshun de nuevo, el grupo toma el nombre From The North. Hagar dejó el grupo poco después dando entrada al batería Mike Hummel.

## Miembros

### 1980
- Andrew Wood - voz
- Kevin Wood - Guitarra
- Dave Rees - Bajo
- Dave Hunt - Batería

### 1980-1988
- Andrew Wood - Voz y bajo
- Kevin Wood - Guitarra
- Regan Hagar - Batería

### 2006-
- Shawn Smith - Voz
- Kevin Wood - Guitarra
- Cody Davis - Bajo
- Mike Hummel - Batería

## Discografía
- Freedom, grabado a principios de los 80s, pero lanzado recién en el año 2007.
- Furz & Budz, 1984
- Return To Olympus, 1995
- Original Remixes, 2005

- Datos: Q656561